# Pyay United Futsal Club
Pyay United Futsal Club – mjanmański klub futsalowy z siedzibą w mieście Pyain, obecnie występuje w najwyższej klasie rozgrywkowej Mjanmy.

## Sukcesy
- Mistrzostwo Mjanmy (1): 2017